# Opel 4,2 L
 (octobre 2024).
La mise en forme du texte ne suit pas les recommandations de Wikipédia : il faut le « wikifier ».
Les points d'amélioration suivants sont les cas les plus fréquents. Le détail des points à revoir est peut-être précisé sur la page de discussion.
- Les titres sont pré-formatés par le logiciel. Ils ne sont ni en capitales, ni en gras.
- Le texte ne doit pas être écrit en capitales (les noms de famille non plus), ni en gras, ni en italique, ni en « petit »…
- Le gras n'est utilisé que pour surligner le titre de l'article dans l'introduction, une seule fois.
- L'italique est rarement utilisé : mots en langue étrangère, titres d'œuvres, noms de bateaux, etc.
- Les citations ne sont pas en italique mais en corps de texte normal. Elles sont entourées par des guillemets français : « et ».
- Les listes à puces sont à éviter, des paragraphes rédigés étant largement préférés. Les tableaux sont à réserver à la présentation de données structurées (résultats, etc.).
- Les appels de note de bas de page (petits chiffres en exposant, introduits par l'outil «  Source ») sont à placer entre la fin de phrase et le point final[comme ça].
- Les liens internes (vers d'autres articles de Wikipédia) sont à choisir avec parcimonie. Créez des liens vers des articles approfondissant le sujet. Les termes génériques sans rapport avec le sujet sont à éviter, ainsi que les répétitions de liens vers un même terme.
- Les liens externes sont à placer uniquement dans une section « Liens externes », à la fin de l'article. Ces liens sont à choisir avec parcimonie suivant les règles définies. Si un lien sert de source à l'article, son insertion dans le texte est à faire par les notes de bas de page.
- La présentation des références doit suivre les conventions bibliographiques. Il est recommandé d'utiliser les modèles {{Ouvrage}}, {{Chapitre}}, {{Article}}, {{Lien web}} et/ou {{Bibliographie}}. Le mode d'édition visuel peut mettre en forme automatiquement les références.
- Insérer une infobox (cadre d'informations à droite) n'est pas obligatoire pour parachever la mise en page.

Pour une aide détaillée, merci de consulter Aide:Wikification.
Si vous pensez que ces points ont été résolus, vous pouvez retirer ce bandeau et améliorer la mise en forme d'un autre article.
 (octobre 2024).
L'Opel 4,2 L, ou Opel 16/60 PS, est une voiture de la catégorie luxueuse construite par Adam Opel AG qu’en 1929 pour succéder au modèle 15/60 PS.

## Historique et technologie
Au début de l’année 1929, Opel a présenté la 3,7 L en tant que successeur de la 12/50 PS et a présenté en même temps la 4,2 L en tant que successeur du plus grand modèle 15/60 PS.
Le moteur était un moteur six cylindres d’une cylindrée de 4 181 cm³. Il produisait 60 ch (44 kW) à 2 800 tr/min. La puissance du moteur était transmise aux roues arrière via un embrayage multidisque, une boîte de vitesses manuelle à trois vitesses, un arbre à cardan et un différentiel.
Le cadre en échelle était constitué de profilés en U en acier, les deux essieux rigides étaient suspendus à des ressorts à lames (semi-elliptiques à l’avant et quart-elliptiques à l’arrière) et ils étaient équipés d’amortisseurs. Les quatre roues étaient ralenties par des freins à tambour.
Il y avait cinq styles de carrosserie, une voiture de tourisme, une limousine Pullman, un break, un cabriolet à quatre places et un roadster à deux places.
Fin 1929, la construction de la 4,2 L est arrêtée. La successeur est l’Opel Admiral de 1937.